# Ampulex venusta
Ampulex venusta là một loài côn trùng cánh màng trong họ Ampulicidae, thuộc chi Ampulex. Loài này được St�l miêu tả khoa học đầu tiên năm 1857.